# Agostino Richelmy (poeta)
Agostino Richelmy (Torino, 25 marzo 1900 – Collegno, 27 febbraio 1991) è stato un poeta e traduttore italiano.

## Biografia
Appartenente a una nobile famiglia torinese, nipote del cofondatore e primo rettore del Politecnico di Torino Prospero Richelmy, nacque a Torino dal conte Piero, noto avvocato, e da Giuseppina Pesce-Maineri. Il cardinale Agostino Richelmy era suo zio. Fu attivo negli ambienti letterari del capoluogo piemontese sin dagli anni '30.
Tra i suoi lavori si ricordano soprattutto le traduzioni per l'Editore Einaudi: le Favole di Fedro, le Bucoliche e le Georgiche di Virgilio, e opere di Voltaire, Gustave Flaubert e Alfred de Musset.
Fu amico d'infanzia di Mario Soldati che scrisse l'introduzione al suo volume Proverbi piemontesi e lo associò, quale sceneggiatore, ad alcune pellicole da lui dirette. Tra queste si segnalano le seguenti: Piccolo mondo antico, nel 1942 Malombra, dal romanzo di Fogazzaro, e Fuga in Francia.
Collaborò intensamente con numerose riviste letterarie, tra le quali La Fiera Letteraria e Paragone. Pubblicò la raccolta di poesie intitolata L'arrotino appassionato (Einaudi, 1965). 
Nel 1986 vinse il premio speciale Viareggio con la raccolta poetica La lettrice di Isasca (uscita presso Garzanti).
Ammalato di cuore negli ultimi 4 anni, costretto a rimanere chiuso nella sua villa settecentesca di Collegno, la sua vita finì tragicamente: si suicidò avvelenandosi con i tranquillanti nella sua camera da letto assieme alla moglie Iole Giachero (1914-1991), conosciuta in un rifugio di montagna e sposata negli anni '30. Lasciò una lettera di addio alla figlia Carla Olimpia, familiarmente chiamata Iti, e al nipote Pietro.
Postuma è uscita, con prefazione di Cesare Garboli, la raccolta delle sue poesie (Garzanti, 1992).

## Opere
- L'arrotino appassionato, Torino, Einaudi, 1965.
- A. Richelmy - Mario Soldati, Proverbi piemontesi, Aldo Martello Editore, 1967.
- La lettrice di Isasca, Torino, Garzanti, 1986.
- Poesie, prefazione di Cesare Garboli, Milano, Garzanti, 1992.

### Traduzioni
- Alfred De Musset, Commedie e proverbi, Torino, Einaudi, 1952.
- Virgilio, Georgiche, Torino, Einaudi, 1955.
- Fedro, Favole, Torino, Einaudi, 1959.
- Virgilio, Bucoliche, Torino, Einaudi, 1970.
- Voltaire, Zadig, Torino, Einaudi, 1974.
- Gustave Flaubert, La tentazione di sant'Antonio, Torino, Einaudi, 1990. Premio Monselice di Traduzione.[3]